# 4月23日
4月23日在一年当中是第113天（闰年则是114天），距离一年的结束还有252天。

## 大事记

### 19世紀以前
- 303年：圣乔治日，相传當天罗马骑兵军官圣乔治因试图阻止罗马皇帝戴克里先对基督徒的迫害，而被砍头处死。
- 1348年：英格兰国王爱德华三世创建嘉德勋章制度，为英国荣誉体系级别最高的骑士勋章。
- 1516年：巴伐利亞公國公爵威廉四世頒布限制啤酒成分的《啤酒純釀法》，並在數次修訂後沿用至今。
- 1661年：在英国国会宣布复辟斯图亚特王朝后，查理二世在西敏寺加冕成为新任国王。
- 1732年：台灣發生以吳福生為首的民變，即吳福生事件。

### 19世紀
- 1827年：爱尔兰物理学家暨数学家威廉·哈密顿发表论文《光线系统理论》，建立光学的数学理论。
- 1853年：俄国占领库页岛。
- 1873年：荷兰向亚齐开战。
- 1875年：清廷任命左宗棠为钦差大臣，督办新疆军务。
- 1895年：三国干涉还辽：在俄罗斯、德国和法国的干涉下，日本将《马关条约》中清廷割让的辽东半岛“归还”中国。

### 20世紀
- 1910年：汪精卫等谋刺清朝摄政王载沣未遂被捕。
- 1920年：首届土耳其一院制议会土耳其大国民议会在首都安卡拉召开，以穆斯塔法·凯末尔·阿塔图克为首的临时政府宣告成立。
- 1945年：中国共产党第七次全国代表大会在陕西延安召开。
- 1949年：第二次国共内战：中国人民解放军在渡江战役中成功占领中华民国首都南京市[1]，随后更进一步占领经济中心上海市。
- 1949年：中国人民解放军海军在江苏泰州白马庙成立。
- 1954年：美國亞特蘭大勇士棒球選手漢克·阿倫在對上聖路易紅雀擊出生涯第一支全壘打，後來更在美國職棒大聯盟創下755支全壘打紀錄。
- 1975年：锡金被并入印度。
- 1975年：越南战争：越南共和国政府总辞职，美国承认战争已失败。一星期後越共攻陷西貢，南越滅亡。
- 1979年：英國活動人士布莱尔·皮奇在倫敦紹索爾舉行的反納粹聯盟（英语：Anti-Nazi League）示威遊行中，因反對國民陣線選舉會議而被打中頭部並傷重不治。
- 1982年：美国佛罗里达州基韦斯特宣布在佛罗里达群岛建立海螺共和国，抗议边境巡逻队设置检查站。
- 1993年：俄羅斯總統葉利欽公布新憲法草案。

### 21世紀
- 2001年：一批支持車臣獨立的槍手攻入土耳其伊斯坦布爾一間酒店脅持人質，最終被鎮壓。
- 2003年：中國北京由于SARS疫情而关闭所有学校两周。
- 2003年：香港警務處水警總區的小艇隊與反走私特遣隊合併成為小艇分區。
- 2005年：美國工程師賈德·卡林姆在影音分享網站YouTube上傳第一支影片《我在動物園》。
- 2007年：第一任俄罗斯总统鲍里斯·叶利钦在住进莫斯科中央临床医院12天后因心脏骤停逝世，享年76岁。
- 2008年：賽德克族正式成為第十四個台灣原住民族。
- 2009年：美国雨燕卫星探测到GRB 090423所发射的伽玛射线暴，这是当时太空探测历史上所测得最为遥远的伽玛射线纪录。
- 2013年：中國新疆巴楚縣發生暴力恐怖襲擊事件，造成21人死亡、2人受傷。
- 2018年：加拿大多倫多央街上，一名男子故意駕駛廂型車撞擊行人，造成11人死亡、15人受傷。
- 2018年：英國劍橋公爵夫人凱薩琳誕下路易王子[2]。

## 出生
- 1464年：讓娜·德·法蘭西，貝里女公爵。（1505年逝世）
- 1775年：約瑟夫·瑪羅德·威廉·特納，英國浪漫主義風景畫家，水彩畫家和版畫家。（1851年逝世）
- 1791年：詹姆斯·布坎南，美國政治人物，第15任美國總統。（1868年逝世）
- 1794年：魏源，中国思想家、文学家。（1856年逝世）
- 1804年：玛丽·塔里奥尼，瑞典芭蕾舞者。（1884年逝世）
- 1805年：奧古斯都·艾迪生·古爾德，美國貝類學家、軟體動物學家。（1866年逝世）
- 1823年：阿卜杜勒-邁吉德一世，奧斯曼帝國蘇丹。（1861年逝世）
- 1842年：威廉·C·楊，美國牧師、教育家。（1896年逝世）
- 1858年：埃塞爾·史密斯，英國作曲家。（1944年逝世）
- 1858年：馬克斯·普朗克，德國物理學家，量子力學的創始人，1918年諾貝爾物理學獎得主。（1947年逝世）
- 1866年：斯坦利·普莱斯·威尔，澳大利亞陸軍軍官、公務員。（1944年逝世）
- 1875年：上村松園，日本膠彩畫女画家。（1949年逝世）
- 1877年：廖仲恺，中國政治家。（1925年逝世）
- 1891年：谢尔盖·普罗科菲耶夫，苏联作曲家。（1953年逝世）
- 1892年：盧茨·赫克，德國動物學家。（1983年逝世）
- 1893年：黃文弼，中國考古學家。（1966年逝世）
- 1899年：弗拉基米尔·纳博科夫，俄国作家。（1977年逝世）
- 1902年：哈尔多尔·拉克斯内斯，冰岛作家，1955年诺贝尔文学奖得主。（1998年逝世）
- 1916年：王金河，臺灣外科醫生，有「臺灣烏腳病之父」的美譽。（2014年逝世）
- 1917年：王壽福，北韓歌手、演員、音樂教育家。（2003年逝世）
- 1923年：沃爾特·皮茨，美國邏輯學家、計算神經科學家。（1969年逝世）
- 1928年：秀兰·邓波儿，美国电影明星，一款無酒精鸡尾酒以她的名字命名。（2014年逝世）
- 1939年：梁智鴻，香港医学界、政界人物。
- 1942年：埃蒂安·巴利巴爾，法國哲學家。
- 1945年：李焯芬，香港大學教授、學者。
- 1946年：斯圖爾特·奧金，美國醫生、血液學家。
- 1954年：麥可·摩爾，美國紀錄片導演。
- 1955年：平野文，日本女性聲優、演員。
- 1955年：瑟奇·沃霍爾，萬那杜政治人物，前任萬那杜總理。（2024年逝世）
- 1957年：川井憲次，日本作曲家。
- 1958年：高捷，台灣男演員。
- 1960年：凡萊麗·柏帝內，美國演員。
- 1961年：周正毅，香港企業家。
- 1962年：約翰·漢納，蘇格蘭演員。
- 1963年：梁緻盈，香港配音員。（2001年逝世）
- 1964年：侯赛因·阿米尔-阿卜杜拉希扬，伊朗外交官，第10任伊朗外交部長。（2024年逝世）
- 1964年：姜瑰瑾，台灣女性配音員。
- 1964年：萊妮·羅布雷多，菲律賓律師、社會活動家、政治家，第16任菲律賓副總統。
- 1965年：詹姆林·丹增·諾蓋，尼泊爾登山家。
- 1967年：金喜愛，韓國女演員。
- 1968年：阿伊莎·賓特·侯賽因，約旦公主。
- 1969年：曼努吉·巴帕依，印度演員。
- 1970年：喬寶寶，香港外籍藝員。
- 1970年：阿部貞夫，日本演員。
- 1976年：森山直太朗，日本歌手。
- 1976年：岡田麿里，日本編劇、導演。
- 1977年：約翰·希南，美國演員、Hip-Hop歌手、職業摔角選手。
- 1977年：约翰·奥利弗，美國名嘴。
- 1977年：凱爾朋·蘇雷什·默迪，美國演員。
- 1977年：艾瑞克·埃德爾斯坦（英语：Eric Edelstein），美國配音員。
- 1979年：周蘇紅，中國女排隊員。
- 1979年：潔米·金，美國演員。
- 1981年：李光潔，中國男演員。
- 1981年：關喆，中國男歌手。
- 1982年：弘幸，日本漫畫家。
- 1984年：傑西·李·索弗，美國演員。
- 1986年：張芯瑜，台灣女歌手。
- 1986年：謝茜嘉·史譚，加拿大女性模特兒。
- 1987年：理科太太，台灣女藝人、YouTuber、工程師。
- 1987年：麥可·沃爾德倫，美國編劇、製片人。
- 1988年：嚴爵，台灣創作歌手。
- 1988年：下水流昂，日本職業棒球運動員。
- 1989年：妮科莱·瓦伊迪索娃，捷克网球運動員。
- 1990年：戴夫·帕特尔，印度裔英國男演員。
- 1994年：宋江，韓國男演員。
- 1995年：尹芮珠，韓國女演員。
- 1995年：吉吉·哈蒂德，美國女性模特兒。
- 1996年：趙炳圭，韓國男演員。
- 1998年：魏浚笙，香港ViuTv藝人。
- 1998年：和田真彩，日本女子偶像團體乃木坂46成員。
- 1999年：諸星堇，日本女性聲優、演員、歌手。
- 1999年：孫彩瑛，韓國女子偶像團體TWICE成員。
- 1999年：林冰，冰島多樂器演奏創作型歌手。
- 2000年：Jeno，韓國男子偶像團體NCT成員。
- 2000年：克洛伊·金，韓裔美國女子單板滑雪運動員。
- 2018年：威爾斯的路易王子，英國王室成員。
- 生年不詳：小山內怜央，日本女性聲優。

## 逝世
- 291年： 文鴦，三國魏末晉初名將（238年出生）
- 311年：司馬越，西晉東海王，八王之亂中其中一王（生年不詳）
- 994年：藤原高光，日本平安時代貴族、歌人（939年出生）
- 1170年：源為朝，日本平安時代武將（1139年出生）
- 1200年：朱熹，中国思想家、文学家（1130年出生）
- 1616年：印卡·加西拉索·德拉維加，麥士蒂索人作家（1539年出生）
- 1616年：威廉·莎士比亚，英国劇作家。（1564年出生）
- 1616年：塞万提斯，西班牙小说家、剧作家、诗人（1547年出生）
- 1850年：威廉·華茲華斯，英國浪漫主義詩人（1770年出生）
- 1896年：武训，乞讨财物兴办义学的奇人（1838年出生）
- 1946年：夏丏尊，中國作家，教育家。（1886年出生）
- 1960年：賀川豐彥，日本社會運動家。（1888年出生）
- 1969年：郑君里，中国电影、话剧艺术家。（1911年出生）
- 1989年：胡蝶，中国早期电影明星。（1907年出生）
- 1989年：哈馬尼·迪奧里，尼日政治人物，首任尼日總統。（1916年出生）
- 1992年：萨蒂亚吉特·雷伊，印度电影導演、作曲家。（1921年出生）
- 1996年：P·L·卓華斯，英國作家，《瑪麗·包萍》作者。（1899年出生）
- 1997年：黄胄，中国国画家。（1925年出生）
- 1998年：詹姆斯·厄爾·雷，美國逃犯，刺殺黑人民權領袖馬丁·路德·金的兇手。（1928年出生）
- 2003年：穆罕默德·奥马尔，阿富汗塔利班創始人和精神領袖。（1960年出生）
- 2005年：約翰·米爾斯爵士，英國電影演員。（1908年出生）
- 2007年：黃秉乾，香港事務律師。（1928年出生）
- 2007年：葉利欽，俄羅斯前總統。（1931年出生）
- 2009年：林尚義，前香港足球員及香港電視足球評述員。（1934年出生）
- 2013年：穆罕默德·奧馬爾，阿富汗伊斯蘭教組織塔利班的領導人。（1960年出生）
- 2017年：曾守明，香港無綫電視演員、特技人、皇家香港軍團（義勇軍）軍人。（1958年出生）
- 2022年：李三立，中國計算機體系結構專家。（1935年出生）
- 2023年：徐遐生，臺裔美國天文學家。（1943年出生）
- 2024年：盧在鳳，韓國政治人物，第22任韓國國務總理。（1936年出生）
- 2024年：笠谷幸生，日本男子滑雪運動員。（1943年出生）
- 2025年：福阿德·邁巴扎，突尼西亞政治人物。（1933年出生）

## 节假日和习俗
- 圣乔治日
- 聯合國英語日
- 世界圖書與版權日
- 中华人民共和国：海军节
- 土耳其、 北賽普勒斯：國家主權及兒童日（英语：National Sovereignty and Children's Day）
- 海螺共和國：獨立日